# یادویگا یانکوفسکا-چشلاک
یادویگا یانکوفسکا-چشلاک (لهستانی: Jadwiga Jankowska-Cieślak؛ زادهٔ ۱۵ فوریهٔ ۱۹۵۱) بازیگر اهل لهستان است.
از فیلم‌ها یا سریال‌های تلویزیونی او می‌توان به سرنوشت‌های لهستانی، یک ورشویی، ۳۰۰ مایل تا بهشت، پیت‌بول، تلخ و شیرین، شیفت شب، صفر-هفت، به‌گوشم، تاتاراک و انگشتری با نشان عقاب تاج‌دار اشاره کرد.
وی در سال ۱۹۸۲ برنده جایزه بهترین بازیگر زن جشنواره فیلم کن شده‌است.